# Антарктическая китовая птичка
Антарктическая китовая птичка (лат. Pachyptila desolata) — морская птица семейства буревестниковые.

## Описание
Длина тела составляет от 25 до 27 см, масса — от 150 до 160 г. Размах крыльев составляет от 58 до 66 см. Середина подхвостья чёрная, как у тонкоклювой китовой птички (Pachyptila belcheri), при этом чёрная полоса более широкая. На груди проходит неполная, отчётливая, широкая, тёмно-серая полоса. Молодые птицы не отличаются от взрослых. Между подвидами имеются различия относительно ширины клюва и длины крыльев и хвоста.
Вероятность путаницы существуют со всеми видами китовых птичек, но особенно сходство выражено с видом Pachyptila salvini. Птиц едва ли можно отличить во время полевых наблюдений. Клюв антарктической китовой птички, тем не менее, немного короче и менее широкий у основания, чем у Pachyptila salvini.

## Подвиды и их распространение
Номинативная форма Pachyptila desolata desolata гнездится на островах Крозе, Кенгелен и Маккуори. Гнездовые колонии подвида Pachyptila desolata alter располагаются на Оклендских островах и на острове Херд. К области гнездования подвида Pachyptila desolata banksi принадлежат Южная Георгия и Южные Сандвичевы острова, Южные Оркнейские острова, Южные Шетландские острова, а также остров Скотта.

## Местообитание
Вне периода гнездования антарктическая китовая птичка летает над открытым морем далеко от побережья. Она обитает в холодных водах к северу от пакового льда. Гнездится на поросших травой склонах, в расщелинах скал, на гальке или на утёсах.

## Питание
Питание состоит из ракообразных, особенно, из криля (Euphausia superba), веслоногих ракообразных (Calanoides acutus), бокоплавов (Themisto), а также небольшого количества рыб и каракатиц.

## Размножение
Период гнездования начинается обычно в ноябре, но может и затянуться, если снегопады слишком сильны. Птицы гнездятся большими колониями. В кладке одно яйцо, которое птица кладёт в пещере, щели или в расщелине скалы. Инкубационный период составляет от 44 до 46 дней. У птенцов голубовато-серое пуховое оперение. Через 45—55 дней птенцы становятся самостоятельными.

## Миграции
После окончания периода гнездования все птицы покидают колонию и летят, вероятно, на север. Они охотятся рассредоточено над водами южной Атлантики и южного Индийского океана, где их можно наблюдать от границ пакового льда до субтропических широт Южной Америки.